# Aplastodiscus sibilatus
Espèce
Synonymes
- Hyla sibilata Cruz, Pimenta & Silvano, 2003

Statut de conservation UICN

 DD  : Données insuffisantes
Aplastodiscus sibilatus est une espèce d'amphibiens de la famille des Hylidae.

## Répartition
Cette espèce est endémique du Brésil. Elle se rencontre du centre-Est de l'État de Bahia à celui d'Alagoas.

## Publication originale
- Cruz, Pimenta & Silvano, 2003 : Duas novas espécies pertencentes ao complexo de Hyla albosignata Lutz & Lutz, 1938, do leste do Brasil (Amphibia, Anura, Hylidae). Boletim do Museu Nacional, Nova Série, Zoologia, vol. 503, p. 1-13 (texte intégral).